# Xiaomi Redmi Note 10
Xiaomi Redmi Note 10 — обновлённый смартфон компании Xiaomi, имеющий три модификации: Note 10T, Note 10 Pro, Note 10S, (также на китайском рынке были представлены версии Note 10 5G, Note 10 Pro 5G, индийском — Note 10T 5G, Note 10 Pro Max и на японском Note 10 JE). Официальная дата выхода Redmi Note 10 серии в России 4 марта 2021 года.

## Экран
Смартфон Redmi Note 10 оснащен AMOLED-дисплеем с диагональю 6,43 дюйма и разрешением 1080×2400, прикрытым плоским стеклом Gorilla Glass 3 без загнутых краев. Физические размеры экрана составляют 67×149 мм, соотношение сторон — 20:9, плотность точек — 409 ppi. Ширина рамки вокруг экрана составляет по 3,5 мм с боков, 4 мм сверху и 7 мм снизу.

## Защита
Смартфон получил степень защиты по стандарту IP53. Это означает, что телефон защищен от пыли, а также от брызг воды без давления, падающих вертикально или под углом в 60 градусов.

## Технические характеристики
Redmi Note 10 работает на однокристальной системе Qualcomm Snapdragon 678 с 8 процессорными ядрами (2×Kryo 460 Gold @2,2 ГГц + 6×Kryo 460 Silver @1,7 ГГц). Графический процессор — Adreno 612. На версии Redmi Note 10 Pro установлен процессор Qualcomm Snapdragon 732G.
Redmi Note 10 Pro и Redmi Note 10S, в отличие от Redmi Note 10, имеют модуль NFC, что является одним из преимуществ данных модификаций.
В Redmi Note 10 установлен аккумулятор на 5 000 мА·ч (в отличие от модификации Note 10 Pro, имеющей аккумулятор на 5 020 мА·ч). Смартфон поддерживают быструю зарядку на 33 Ватт, что выгодно отличает его от Xiaomi Redmi Note 9, который поддерживает лишь зарядку 18 Ватт.
Из других особенностей смартфона можно выделить наличие 3,5 мм аудио разъёма, наличие инфракрасного порта и сканер отпечатков пальцев на боковой стороне корпуса.

## Камера
Камеры у Redmi Note 10 представлены четырьмя модулями:
- Основной сенсор: 48 МП, f/1.8, 26мм (широкоугольный), 1/2.0″, 0.8 µm, PDAF;
- Ультраширокоугольный сенсор: 8 МП, f/2.2, 118˚, 1/4.0″, 1.12 µm;
- Макро камера: 2 МП, f/2.4;
- Сенсор глубины сцены: 2 МП, f/2.4.

Особенности съёмки фото на основную камеру:
- Режим «48 Мп»
- Ночной режим
- Режим «Портрет» с функцией регулировки глубины резкости
- Функция «Небо 3.0» с ИИ

Особенности съёмки видео на основную камеру:
- Режим «Макро»
- Режим «Таймлапс» Pro
- Запись видео 4K@30fps, 1080p@30/60fps